# 1186 en santé et médecine
| Années de la santé et de la médecine : 1183 - 1184 - 1185 - 1186 - 1187 - 1188 - 1189    |
| Décennies de la santé et de la médecine : 1150 - 1160 - 1170 - 1180 - 1190 - 1200 - 1210 |

Cet article présente les faits marquants de l'année 1186 en santé et médecine.

## Institutions
- Un hospice Sainte-Madeleine est attesté à La Réole en Aquitaine[1].
- La léproserie Saint-Nicolas et Sainte-Madeleine du Bois-du-Parc est attestée à Eu, en Normandie[2],[3].

## Divers
- Selon Rigord, historien et médecin de Philippe-Auguste, « au temps où Geoffroy, duc de Bourgogne [sic[4]] et fils de Henri II, roi d'Angleterre, mourut à Paris, en 1186, il y avait dans cette ville un grand nombre de médecins[5] ».

## Personnalités
- Fl. Raoul, médecin, cité dans une charte du chapitre de Saint-Nazaire de Béziers, en Languedoc[6]
- Fl. Gautier, médecin de Robert Ier, comte de Dreux[7].
- 1173[8]-1186 : fl. Guillaume de Gap, médecin, abbé de Saint-Denis[7].

## Naissance
- Song Ci (mort en 1249), médecin légiste chinois, auteur en 1242 du Xi Yuan Ji Lu (« Cas collectés d'injustices réparées »), premier traité de médecine légale, achevé en 1242[9],[10].